# Nasz ostatni taniec
Nasz ostatni taniec – piosenka zespołu Lombard, wydana w 1982 roku.

## Opis
Utwór ten jest uznawany za jeden z największych przebojów zespołu Lombard.
Utwór ukazał się również na płytach takich jak m.in.: Live (1983), ’81–’91 Największe przeboje (1991), Największe przeboje 1981–1987 (1) (1994), Gold (biały album) (1996), Gold (niebieski album (1998), Gwiazdy polskiej muzyki lat 80. (2007), The Best: Przeżyj to sam (2013).

## Pozycje na listach przebojów
| Kraj   | Notowanie (1982)                   | Pozycja |
| ------ | ---------------------------------- | ------- |
| Polska | Radiowa lista przebojów Programu I | 1       |
| Polska | Lista przebojów Programu Trzeciego | 2       |